# Wood Lake (British Columbia)
Der Wood Lake ist ein See in der kanadischen Provinz British Columbia.

## Lage
Der Wood Lake ist ein See in einer Kette von fünf wichtigen Seen, die Teile des Okanagan Valley im Inneren der kanadischen Provinz British Columbia beherrschen. 
Die Seen des Okanagan Valley sind vor etwa 8900 Jahren entstanden.
Der Wood Lake liegt unmittelbar südlich des Kalamalka Lake; die beiden Seen wurden 1908 durch einen Kanal (den Oyama Canal) miteinander verbunden. Bei seiner Lage zwischen Oyama und Winfield, zwei Stadtteilen von Lake Country, hat er einen soliden Ruf bei Anglern, die Regenbogenforellen fangen wollen. Der See ist nach Tom Wood benannt, der um 1860 am Südende des Sees siedelte.
Das trockene Klima und der fruchtbare Boden hat die Entwicklung einer ausgereiften Obst-Industrie um den See und im ganzen Tal gefördert. Das obere Einzugsgebiet ist stark bewaldet und wurde jahrzehntelang abgeholzt. Die unteren Bereiche werden als Gelb-Kiefer-/Tussock-Gebiet beschrieben.

## Physische Daten
- Normale jährliche Wasserspiegelschwankungen: 1,2 m
- Anzahl Strände: 4

Es gibt auch im Fraser Valley, einem Gebiet von British Columbia, einen Wood Lake.

## Galerie

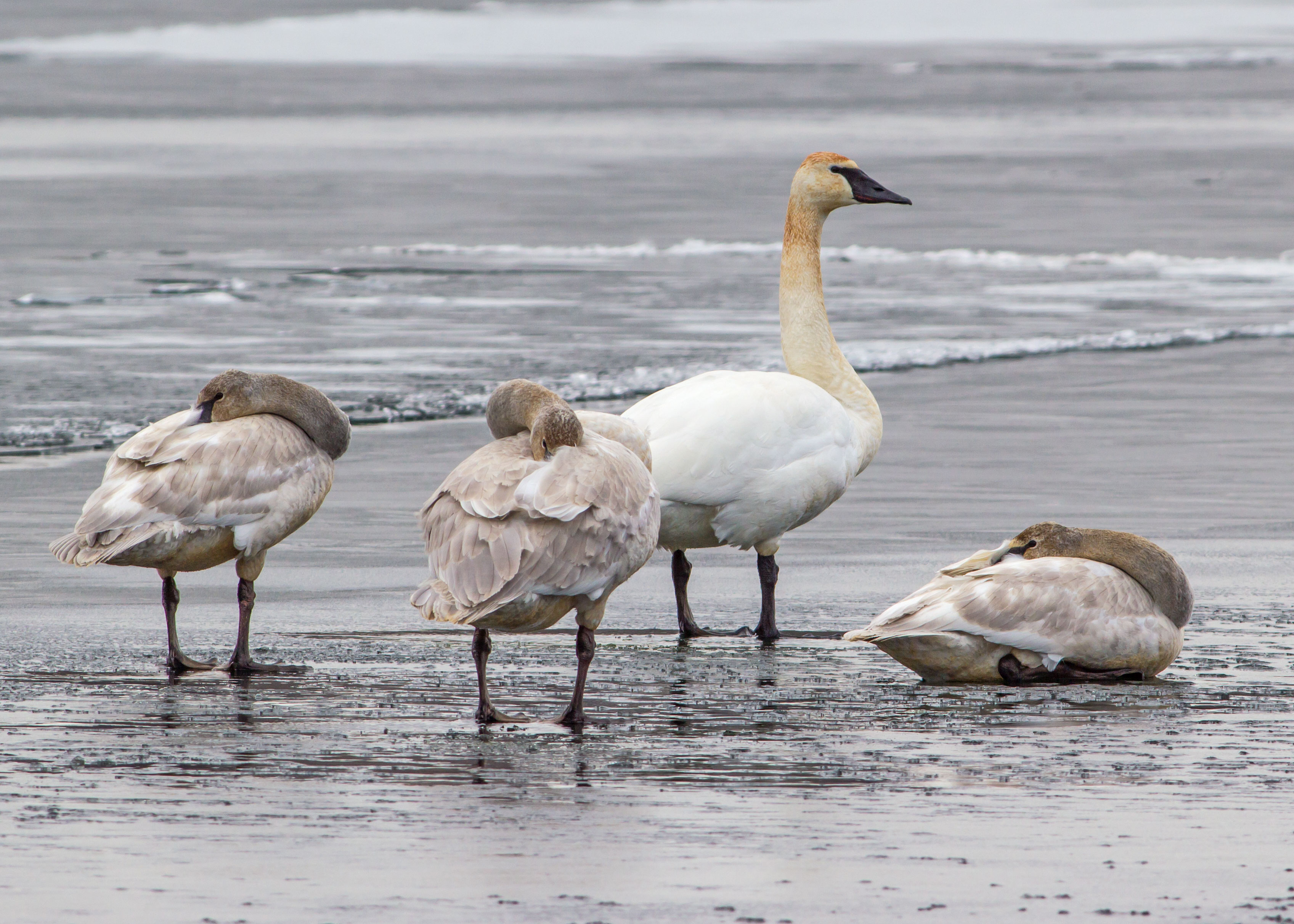
Ein adulter und zwei juvenile Trompeterschwäne am Ufer des Wood Lake nahe Oyama, British Columbia
- Seetaucher beim Schwimmen im Wood Lake an einem Sommermorgen